# FK Apolonia
El FK Apolonia es un club de fútbol de Albania, de la ciudad de Fier en el condado de Fier. Fue fundado en 1925 y juega en la Kategoria e Parë.

## Historia
Fue fundado el 17 de junio de 1925 con el nombre de SK Fier. En 1950 el club fue renombrado como Puna Fier y en el año 1956 tomó su actual denominación.
En la temporada 1989-90 participó por primera vez en una competición europea.

## Rivalidades
Su principal rivalidad es con el KS Lushnja en el llamado The Myzeqe Derby, donde su etapa más fuerte fue en el año 1998, cuando se enfrentaron en la final de la Copa de Albania, la cual ganaron por marcador de 1-0.

## Uniforme
- Uniforme titular: Camiseta, pantalón y medias verdes.
- Uniforme alternativo: Camiseta, pantalón y medias blancas.

## Palmarés

### Torneos nacionales
- Kategoria e Parë (5): 1966–67, 1971–72, 1978–79, 1984–85, 2019–20
- Albanian Cup (1): 1997–98
- Gazeta Bashkimi Cup (2): 1985, 1988

## Participación en competiciones de la UEFA
| Temporada | Torneo                | Ronda          | País    | Club       | Casa | Visita |
| --------- | --------------------- | -------------- | ------- | ---------- | ---- | ------ |
| 1989–90   | UEFA Cup              | 1              | Francia | AJ Auxerre | 0–3  | 0–5    |
| 1998–99   | UEFA Cup Winners' Cup | Clasificatoria | Bélgica | KRC Genk   | 1–5  | 0–4    |